# Kangchendzönga-Mittelgipfel
Der Kangchendzönga-Mittelgipfel (englisch Kanchenjunga Central) ist ein 8473 m hoher Nebengipfel des Kangchendzönga, des im Himalaya gelegenen und mit 8586 m dritthöchsten Berges der Erde.
Er liegt an der nepalesisch-indischen Grenze. Der Kangchendzönga-Mittelgipfel liegt auf einem Berggrat zwischen dem Hauptgipfel im Norden und dem Südgipfel im Süden. Die Schartenhöhe beträgt 33 m.
Die Erstbesteigung des Gipfels erfolgte im Jahr 1978 durch die Polen Wojciech Brański, Andrzej Heinrich und Kazimierz Olech. 1991 wurde der Gipfel erstmals ohne Flaschensauerstoff bestiegen.